# 펜타르키

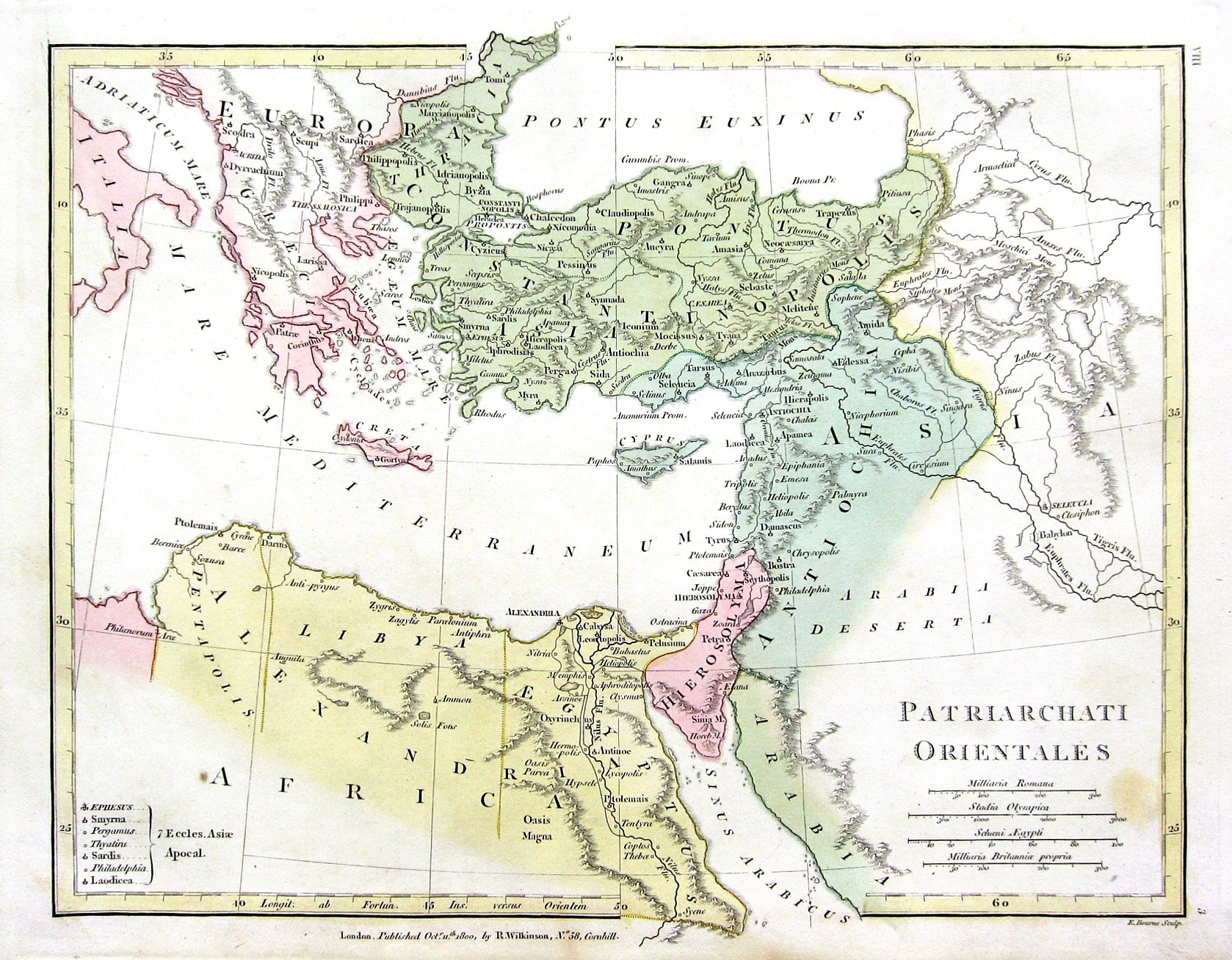
유스티니아누스 1세의 펜타르키 지도. 이 판에서 현대 그리스의 거의 모든 지역은 로마 교황청의 관할 하에 있다. 동로마 제국의 황제 레오 3세는 8세기에 콘스탄티노폴리스 총대주교청의 경계를 서쪽과 북쪽으로 옮겼다.

펜타르키(영어: Pentarchy, 고대 그리스어: Πενταρχία, pentarchía,  πέντε pénte, "five", ἄρχειν archein, "지배하다")란  동방 정교회에서 으뜸이 되는 교구들이 역사적으로 구성한 교회들이다. 동로마 제국의 황제 유스티니아누스 1세의 법에서 잘 나타난다. 기독교 교회는 다섯 총대주교들에 의해서 지배를 받는다. 이 5 총대주교의 5 교구는 로마제국의 로마, 콘스탄티노폴리스, 알렉산드리아, 안티오케이아, 예루살렘에 있는 교구들이다.

## 같이 보기
- 가톨리코스
- 수좌주교

## 참고 자료
- Erickson, John H. (1991). 《The Challenge of Our Past: Studies in Orthodox Canon Law and Church History》. Crestwood, NY: St. Vladimir's Seminary Press. ISBN 978-0-88141-086-0.
- Erickson, John H. (1992). “The Local Churches and Catholicity: An Orthodox Perspective”. 《The Jurist》 52: 490-508.
- Kiminas, Demetrius (2009). 《The Ecumenical Patriarchate》. Wildside Press LLC. ISBN 978-1-4344-5876-6.
- Pheidas, Blasios I. (2005). 〈Papal Primacy and Patriarchal Pentarchy in the Orthodox Tradition〉. 《The Petrine Ministry: Catholics and Orthodox in Dialogue》. New York: The Newman Press.